# Battaglia di Carpi (1815)
La battaglia di Carpi fu una battaglia nella guerra austro-napoletana tra una brigata di soldati napoletani al comando di Guglielmo Pepe e una forza austriaca al comando di Federico Bianchi. La battaglia si svolse nella città di Carpi e si concluse con una vittoria austriaca, con la cacciata dei napoletani dalla città.

## Battaglia
Dopo la sconfitta di Murat nella battaglia di Occhiobello, l'avanzata napoletana fu fermata sulle rive del fiume Po. Da qui gli austriaci lanciarono un contrattacco contro la posizione napoletana nel nord Italia. Un corpo al comando del Bianchi venne fatto marciare dalla posizione napoletana intorno a Modena per cacciare i napoletani fuori dal ducato. La metà del corpo di Bianchi marciò sulla città di Carpi, mentre l'altra metà fu inviata a tagliare la linea di ritirata dei napoletani.
Gli austriaci raggiunsero Carpi il 10 aprile, aprendo con uno sbarramento di artiglieria alla porta nord del paese. Tuttavia, la colonna austriaca varcò la porta sud, sorprendendo la guarnigione napoletana di 5 000 uomini comandata da Guglielmo Pepe e schiacciando ogni opposizione napoletana. Avendo già ricevuto la notizia della sconfitta di Occhiobello, il morale napoletano si sbriciolò e la maggior parte della guarnigione superstite disertò dopo la battaglia. Nel frattempo, Michele Carascosa, che era al comando di tutte le forze napoletane nel Ducato di Modena, si rese conto che le truppe rimanenti rischiavano di essere circondate, e ordinò una ritirata generale dalla zona.